# Tỉnh ủy Hà Nam
Tỉnh ủy Hà Nam hay còn được gọi Ban chấp hành Đảng bộ tỉnh Hà Nam, hay Đảng bộ tỉnh Hà Nam. Là cơ quan lãnh đạo cao nhất của Đảng bộ tỉnh Hà Nam giữa hai kỳ đại hội đại biểu Đảng bộ tỉnh.
Đứng đầu Tỉnh ủy là Bí thư Tỉnh ủy và thường là ủy viên Ban chấp hành Trung ương Đảng. Bí thư Tỉnh ủy Hà Nam hiện nay là ông Trương Quốc Huy.

## Lịch sử
Trước khi Đảng Cộng sản Việt Nam được thành lập, tại Hà Nam đã có nhiều tổ chức cộng sản hoạt động bí mật. Cuối năm 1927, tại Hà Nam nhiều chi bộ cộng sản của Hội Việt Nam Cách mạng Thanh niên được thành lập tại tỉnh.
Giữa năm 1929, Kỳ bộ Bắc Kỳ Hội Việt Nam Cách mạng Thanh niên thành lập Đông Dương Cộng sản Đảng tại Hà Nội. Đến đầu tháng 10/1929 các chi bộ Hội Việt Nam Cách mạng Thanh niên tại tỉnh xây dựng thành các chi bộ Đảng.
Tháng 2/1930, Đông Dương Cộng sản Đảng gia nhập Đảng Cộng sản Việt Nam, các chi bộ Đông Dương Cộng sản Đảng tại Hà Nam đều đổi thành các chi bộ Đảng Cộng sản Việt Nam. Đến giữa năm 1930, tại Hà Nam đã có 9 chi bộ Đảng. Xứ ủy Bắc Kỳ quyết định thành lập Đảng bộ tỉnh để tăng cường và thống nhất sức mạnh toàn tỉnh.
Đầu tháng 9/1930, Ban Tỉnh ủy lâm thời Hà Nam được thành lập, bí thư là Lê Công Thanh. Trong thời gian này, Ban Tỉnh ủy lâm thời tổ chức và lãnh đạo nhiều cuộc míttinh, biểu tình của giai cấp lao động. Đầu tháng 1/1931, Hội nghị đại biểu Đảng bộ Hà Nam được tổ chức. Tại Hội nghị đã bầu Ban Tỉnh ủy Hà Nam chính thức, Lê Công Thanh được bầu làm Bí thư.
Từ năm 1931-1935, thực dân Pháp ra sức đàn áp các phong trào cách mạng trong nước, nhiều cán bộ chủ chốt bị bắt, Ban tỉnh ủy Hà Nam buộc phải giải tán. Từ 1936, chính trường Pháp thay đổi, phong trào cách mạng trong nước được phục hồi. Đầu năm 1938, Ban Tỉnh ủy được lập lại.
Thế chiến 2 bùng nổ, để phù hợp với tình hình mới, Hội nghị Đảng bộ tỉnh Hà Nam được tổ chức. Hội nghị đã kiện toàn lại Ban Tỉnh ủy do Trần Tử Bình làm Bí thư. Sau khi Nhật vào Đông Dương liên tục càn quét, giết hại nhiều đảng viên. Đầu năm 1941 tỉnh ủy Hà Nam giải thể, Xứ ủy Bắc Kỳ và Liên tỉnh ủy C trực tiếp lãnh đạo địa phương.
Sau khi khôi phục lại các cơ sở cách mạng, tháng 4/1945 Ban Cán sự lâm thời tỉnh được thành lập, đến tháng 5/1945 chính thức được công nhận là Ban Cán sự tỉnh. Dưới sự chỉ đạo của Trung ương Đảng và Xứ ủy Bắc Kỳ, Ban Cán sự tỉnh đã tổ chức Cách mạng tháng 8 và tổ chức hành chính sau cách mạng tại địa phương.
Tháng 10/1947, quân đội Pháp tấn công một số xã thuộc huyện Bình Lục và Lý Nhân. Cho tới tháng 10/1950 Pháp chiếm 3/4 diện tích tỉnh và 4/5 dân số tỉnh. Sau chiến dịch Quang Trung, tỉnh ủy đã tái chiếm được nhiều khu vực do Pháp chiếm đóng trước đây. Sau chiến dịch Điện Biên Phủ, quân và dân tỉnh đã làm chủ địa phương ngày 3/7/1954.
Thực hiện Quyết định số 103-QĐ/TVQH của Uỷ ban Thường vụ Quốc hội ngày 21/4/1965 và Nghị quyết số 111-NQ/TW về việc hợp nhất 2 tỉnh Nam Định và Hà Nam; ngày 4/6/1965, 2 Tỉnh ủy đã họp liên tịch. Đầu tháng 6/1968 Đại hội Đại biểu Đảng bộ Nam Hà lần thứ nhất được tổ chức, Đại hội đã bầu ra Ban Chấp hành Đảng bộ tỉnh Nam Hà.
Ngày 28/9/1975, Bộ Chính trị ra Nghị quyết số 245-NQ/TW về việc bỏ đơn vị hành chính cấp khu, hợp nhất một số tỉnh. Ngày 9/12/1975, Ban Bí thư Trung ương Đảng ra Quyết định số 2505-NQNS/TW chỉ định Ban Chấp hành Đảng bộ tỉnh Nam Hà-Ninh Bình hợp nhất. Ngày 27/12/1975, tại kỳ họp thứ 2 khoá V, Quốc hội đã ra Nghị quyết hợp nhất tỉnh Nam Hà và tỉnh Ninh Bình thành một tỉnh mới lấy tên là tỉnh Hà Nam Ninh. Ngày 1/1/1976 Tỉnh ủy lâm thời Hà Nam Ninh chính thức hoạt động.
Ngày 26/12/1991, tại kỳ họp thứ 10 Quốc hội khoá VIII đã thông qua Nghị quyết về điều chỉnh phân định lại địa giới một số tỉnh, chia tách tỉnh Hà Nam Ninh thành hai tỉnh là Ninh Bình và Nam Hà. Ngày 10/3/1992 Bộ Chính trị đã ra quyết định chỉ định Ban Chấp hành lâm thời Nam Hà. Đại hội Đại biểu Đảng bộ tỉnh Nam Hà được tổ chức từ ngày 10-12/8/1992. Đại hội đã bầu Tỉnh ủy Nam Hà.
Tháng 11/1996, Quốc hội khoá IX ra quyết định chia tách tỉnh Nam Hà thành 2 tỉnh Hà Nam và Nam Định. Đầu tháng 1/1997, Trung ương Đảng đã chỉ định Ban chấp hành lâm thời Đảng bộ tỉnh Hà Nam nguyên Phó bí thư Thường trực Tỉnh uỷ Nam Hà Lê Văn Yển làm Bí thư Tỉnh ủy lâm thời. Đầu tháng 12/1997, do sự mất đoàn kết kéo dài trong nội bộ Ban Thường vụ Tỉnh ủy lâm thời mà chủ yếu giữa Bí thư Tỉnh ủy Lê Văn Yển và Chủ tịch Ủy ban nhân dân tỉnh Phạm Quang Tôn, Bộ Chính trị đã quyết định điều động Ủy viên Trung ương Đảng, Phó trưởng Ban Thường trực Ban Tư tưởng-Văn hoá Trung ương, Phạm Quang Nghị về làm Bí thư Tỉnh ủy lâm thời Hà Nam.
Từ ngày 2-5/7/1998 Đại hội Đại biểu Đảng bộ tỉnh Hà Nam được tổ chức, Đại hội đã bầu Ban Chấp hành Đảng bộ tỉnh, Tỉnh ủy Hà Nam chính thức được tái lập. 

## Tổ chức
- Các cơ quan, ban Đảng:
  - Ban Tổ chức Tỉnh ủy
  - Ban Tuyên giáo và Dân vận Tỉnh ủy
  - Uỷ ban Kiểm tra Tỉnh ủy
  - Ban Nội chính Tỉnh ủy
  - Văn phòng Tỉnh ủy
  - Báo Hà Nam
  - Trường Chính trị tỉnh
  - Đảng bộ các cơ quan Đảng tỉnh
  - Đảng bộ UBND tỉnh
- Các Đảng uỷ trực thuộc Tỉnh ủy:
  - Thành ủy Phủ Lý
  - Thị ủy Duy Tiên
  - Huyện ủy Lý Nhân
  - Huyện ủy Kim Bảng
  - Huyện ủy Thanh Liêm
  - Huyện ủy Bình Lục
  - Đảng ủy Công an tỉnh
  - Đảng ủy Quân sự tỉnh

## Đại hội Đại biểu Đảng bộ các thời kỳ
| Đại hội Đại biểu Đảng bộ tỉnh | Lần thứ | Thời gian        | Thời gian        | Địa điểm     | Bí thư                                      | Ủy viêncấp ủy                               |
| ----------------------------- | ------- | ---------------- | ---------------- | ------------ | ------------------------------------------- | ------------------------------------------- |
| Hà Nam                        | I       | 22/01/1931       | 22/01/1931       | H.Duy Tiên   | Lê Công Thanh                               | 7                                           |
| Hà Nam                        | II      | 10/09/1949       | 10/09/1949       | H.Thanh Liêm | Ngô Duy Đông                                | 13                                          |
| Hà Nam                        | III     | 23-27/01/1959    | 23-27/01/1959    | TX.Phủ Lý    | Lê Quang Tuấn                               | 25                                          |
| Hà Nam                        | IV      | vòng 1           | 06/1960          | TX.Phủ Lý    | Bầu đại biểu tham dự Đại hội Đảng toàn quốc | Bầu đại biểu tham dự Đại hội Đảng toàn quốc |
| Hà Nam                        | IV      | vòng 2           | 20/02-01/03/1961 | TX.Phủ Lý    | Trần Đoàn                                   | 25 4 dự khuyết                              |
| Hà Nam                        | V       | 26/06-02/07/1963 | 26/06-02/07/1963 | TX.Phủ Lý    | Trần Đoàn                                   | 23                                          |
| Nam Hà                        | I       | 03-08/06/1968    | 03-08/06/1968    | TP.Nam Định  | Phan Điền                                   | 35                                          |
| Nam Hà                        | II      | 03/02/1972       | 03/02/1972       | TP.Nam Định  | Phan Điền                                   | 35                                          |
| Nam Hà                        | III     | 23-28/06/1972    | 23-28/06/1972    | TP.Nam Định  | Phan Điền                                   | 37                                          |
| Hà Nam Ninh                   | I       | 21-30/04/1977    | 21-30/04/1977    | TP.Nam Định  | Phan Điền                                   | 35 4 dự khuyết                              |
| Hà Nam Ninh                   | II      | 26-30/11/1979    | 26-30/11/1979    | TP.Nam Định  | Tạ Hồng Thanh                               | 45                                          |
| Hà Nam Ninh                   | III     | vòng 1           | 08-16/01/1982    | TP.Nam Định  | Bầu đại biểu tham dự Đại hội Đảng toàn quốc | Bầu đại biểu tham dự Đại hội Đảng toàn quốc |
| Hà Nam Ninh                   | III     | vòng 2           | 25-29/03/1983    | TP.Nam Định  | Nguyễn Văn An                               | 43 4 dự khuyết                              |
| Hà Nam Ninh                   | IV      | 21-25/10/1986    | 21-25/10/1986    | TP.Nam Định  | Nguyễn Văn An                               | 51 14 dự khuyết                             |
| Nam Hà                        | VIII    | 10-12/08/1992    | 10-12/08/1992    | TP.Nam Định  | Bùi Xuân Sơn                                | 47                                          |
| Nam Hà                        | IX      | 07-09/05/1996    | 07-09/05/1996    | TP.Nam Định  | Trần Minh Ngọc                              | 49                                          |
| Hà Nam                        | XV      | 02-05/07/1998    | 02-05/07/1998    | TX.Phủ Lý    | Phạm Quang Nghị                             | 39                                          |
| Hà Nam                        | XVI     | 15-17/12/2000    | 15-17/12/2000    | TX.Phủ Lý    | Phạm Quang Nghị                             | 41                                          |
| Hà Nam                        | XVII    | 19-21/12/2005    | 19-21/12/2005    | TX.Phủ Lý    | Đinh Văn Cương                              | 45                                          |
| Hà Nam                        | XVIII   | 15-17/10/2010    | 15-17/10/2010    | TP.Phủ Lý    | Trần Xuân Lộc                               | 51                                          |
| Hà Nam                        | XIX     | 21-24/09/2015    | 21-24/09/2015    | TP.Phủ Lý    | Mai Tiến Dũng                               | 51                                          |
| Hà Nam                        | XX      | 20-22/09/2020    | 20-22/09/2020    | TP.Phủ Lý    | Lê Thị Thủy                                 | 48                                          |

## Bí thư Tỉnh ủy

### Giai đoạn 1930-1965
| STT | Tên            | Nhiệm kỳ       | Chức vụ                               | Ghi chú                  |
| --- | -------------- | -------------- | ------------------------------------- | ------------------------ |
| 1   | Lê Công Thanh  | 9/1930-1/1931  | Bí thư Ban Tỉnh ủy lâm thời Hà Nam    |                          |
| 1   | Lê Công Thanh  | 1/1931-1/1932  | Bí thư Ban Tỉnh ủy Hà Nam             |                          |
| 2   | Nguyễn Đức Quỳ | 2/1938-11/1939 | Bí thư Ban Tỉnh ủy Hà Nam             |                          |
| 3   | Trần Tử Bình   | 11/1939-3/1941 | Bí thư Ban Tỉnh ủy Hà Nam             |                          |
| 3   | Trần Tử Bình   | 1/1941-12/1943 | Bí thư Liên tỉnh ủy C                 | phụ trách Đảng bộ Hà Nam |
| 4   | Lê Thành       | 4-5/1945       | Trưởng ban Ban Cán sự lâm thời Hà Nam |                          |
| 4   | Lê Thành       | 5/1945-2/1946  | Trưởng ban Ban Cán sự Hà Nam          |                          |
| 5   | Đỗ Mười        | 2/1946-1947    | Bí thư Tỉnh uỷ lâm thời tỉnh Hà Nam   |                          |
| 6   | Vũ Oanh        | 1947           | Bí thư Tỉnh ủy Hà Nam                 |                          |
| 7   | Ngô Duy Đông   | 1949-1958      | Bí thư Tỉnh ủy Hà Nam                 |                          |
| 8   | Lê Quang Tuấn  | 1958-1961      | Bí thư Tỉnh ủy Hà Nam                 |                          |
| 9   | Trần Đoàn      | 1961-1965      | Bí thư Tỉnh ủy Hà Nam                 |                          |

### Giai đoạn 1965-1975
Trong thời gian này sáp nhập với Tỉnh ủy Nam Định thành Tỉnh ủy Nam Hà.

### Giai đoạn 1976-1991
Trong thời gian này Tỉnh ủy Nam Hà sáp nhập với Tỉnh ủy Ninh Bình thành Tỉnh ủy Hà Nam Ninh.

### Giai đoạn 1992-1996
Trong thời gian này Tỉnh ủy Hà Nam Ninh chia tách thành Tỉnh ủy Nam Hà và Tỉnh ủy Ninh Bình.

### Giai đoạn 1997-2025
| STT | Tên               | Nhiệm kỳ        | Chức vụ                                                | Ghi chú |
| --- | ----------------- | --------------- | ------------------------------------------------------ | ------- |
| 1   | Lê Văn Yển        | 1/1997-12/1997  | Bí thư Tỉnh ủy lâm thời Hà Nam                         |         |
| 2   | Phạm Quang Nghị   | 12/1997-6/1998  | Ủy viên Trung ương Đảng Bí thư Tỉnh ủy lâm thời Hà Nam |         |
| 2   | Phạm Quang Nghị   | 7/1998-7/2001   | Ủy viên Trung ương Đảng Bí thư Tỉnh ủy Hà Nam          |         |
| 3   | Tăng Văn Phả      | 7/2001-12/2005  | Bí thư Tỉnh ủy Hà Nam                                  |         |
| 4   | Đinh Văn Cương    | 12/2005-10/2010 | Ủy viên Trung ương Đảng Bí thư Tỉnh ủy Hà Nam          |         |
| 5   | Trần Xuân Lộc     | 10/2010-11/2014 | Bí thư Tỉnh ủy Hà Nam                                  |         |
| 6   | Mai Tiến Dũng     | 11/2014-4/2016  | Ủy viên Trung ương Đảng Bí thư Tỉnh ủy Hà Nam          |         |
| 7   | Nguyễn Đình Khang | 4/2016-7/2019   | Ủy viên Trung ương Đảng Bí thư Tỉnh ủy Hà Nam          |         |
| 8   | Lê Thị Thủy       | 7/2019-2/2025   | Ủy viên Trung ương Đảng Bí thư Tỉnh ủy Hà Nam          |         |
| 9   | Trương Quốc Huy   | 3/2025-nay      | Bí thư Tỉnh ủy Hà Nam                                  |         |

### Giai đoạn 2025-nay
Trong thời gian này Tỉnh ủy Hà Nam sáp nhập với Tỉnh ủy Nam Định, Tỉnh ủy Ninh Bình, lấy tên là Tỉnh ủy Ninh Bình.

## Ban Thường vụ Tỉnh ủy khóa XX (2020 - 2025)
Ngày 21-9-2020, Đại hội đại biểu Đảng bộ tỉnh Hà Nam lần thứ XX (nhiệm kỳ 2020 - 2025) đã tiến hành bầu Ban chấp hành Đảng bộ tỉnh khóa XX gồm 48 người. Tiếp đó, hội nghị lần thứ nhất Ban chấp hành Đảng bộ tỉnh đã tiến hành bầu 14 người vào Ban thường vụ Tỉnh ủy.
1. Trương Quốc Huy, Bí thư Tỉnh ủy [6], Chủ tịch UBND tỉnh [7], Trưởng Đoàn đại biểu Quốc hội khóa XV tỉnh Hà Nam
2. Đinh Thị Lụa, Phó Bí thư thường trực Tỉnh ủy,
3. Lê Hồng Quân, Chủ nhiệm Ủy ban Kiểm tra Tỉnh ủy.
4. Nguyễn Đức Toàn, Trưởng ban Tuyên giáo và Dân vận Tỉnh ủy.[8]
5. Đào Đình Tùng, Bí thư Thành ủy Phủ Lý.
6. Đặng Đình Thoảng, Trưởng ban Tổ chức Tỉnh ủy.
7. Đặng Thanh Sơn, Phó Chủ tịch thường trực HĐND tỉnh.
8. Đại tá Lường Văn Thắng, Chỉ huy trưởng Bộ Chỉ huy Quân sự tỉnh.
9. Trần Thị Ngân, Chủ tịch Ủy ban Mặt trận Tổ quốc Việt Nam tỉnh.
10. Đại tá Tô Anh Dũng, Giám đốc Công an tỉnh.[9]
11. Nguyễn Anh Chức, Phó Chủ tịch thường trực UBND tỉnh.
12. Nguyễn Văn Lượng, Bí thư Thị ủy Duy Tiên.
13. Nguyễn Minh Tiến, Phó Bí thư thường trực Đảng ủy các cơ quan Đảng tỉnh.